# Jean Françaix

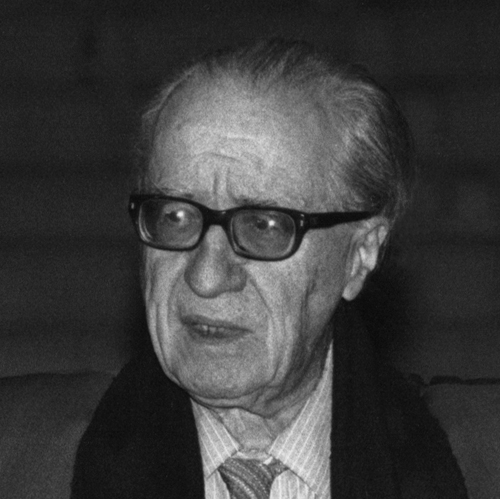
Jean Françaix

Jean Françaix (* 23. Mai 1912 in Le Mans als Jean René Désiré Françaix; † 25. September 1997 in Paris) war ein französischer Komponist und Pianist.

## Leben und Werk
Jean Françaix, in eine Musikerfamilie hineingeboren, gewann mit 18 Jahren den Preis des Pariser Conservatoires und studierte Komposition bei Nadia Boulanger. Sein erstes wichtiges Werk, das er mit 20 Jahren komponierte, Concertino für Klavier, wurde ein großer Erfolg. Neben Solowerken für verschiedene Instrumente schrieb er einige Konzerte, unter anderem für Klavier, zwei Klaviere, Violine, Klarinette und Flöte. Zu seinen Vokalwerken gehören das Oratorium L’Apocalypse de Saint-Jean (Die Apokalypse des heiligen Johannes) und die Kantate La Déploration de Tonton (chien fidèle) (Beweinung des treuen Hundes Tonton) nach einem Text von Georges Ravon für Mezzosopran und Streichorchester.
Er komponierte besonders viel für Blasinstrumente, beispielsweise ein Saxophonquartett, eine Sonatine für Trompete und Klavier, zwei Bläserquintette oder die Neun charakteristischen Stücke für zehn Bläser.
Von seiner Musik für Tasteninstrumente sind das Insectarium für Cembalo, die Acht exotischen Tänze für zwei Klaviere, der Marche solennelle (feierlicher Marsch) für Orgel und die Klaviersonate besonders bekannt.
Außerdem schrieb Françaix einige Opern sowie Filmmusik für zwölf Filme. Seine Musik zeichnet sich durch Eleganz, Erfindungsreichtum und rhythmische  Raffinesse aus. Nach eigener Aussage war er stets bestrebt, „musique pour faire plaisir (Musik, die Freude macht)“ zu komponieren.
Françaix war auch ein Klaviervirtuose, allerdings widmete er seine Schaffenskraft hauptsächlich seiner kompositorischen Tätigkeit. Seine Werke sind originell, witzig, rhythmisch komplex, die Harmonien sind einfach. Er prägte den Begriff „Höllenorchester“ für eine Instrumentengruppe, die sich durch einen lauten, monströsen und „schnarrenden“ Klangeindruck auszeichnet. So wurden dieser Gruppe unter anderen Fagott, Klarinette, E-Gitarre, Pauken, Schlagwerk und Akkordeon zugeordnet.
1979 erhielt er den Ludwig-Spohr-Preis der Stadt Braunschweig.

## Werkverzeichnis
- Orchesterwerke
  - Sérénade pour petit orchestre, 1934
  - Musique de cour, 1937
  - Les Bosquets de Cythère, 1946
  - La Douce France, 1946
  - Symphonie d’archets, 1948
  - Les Zigues de Mars, 1950
  - Symphonie G-Dur, 1953
  - Au musée Grévin, 1956
  - L’Horloge de flore, 1959
  - Le Dialogue des carmélites, 1960
  - Jeu poétique en six mouvements, 1969
  - Les Inestimables chroniques du bon géant Gargantua, 1971
  - Portraits d’enfants, 1971
  - La ville mystérieuse, 1973
  - Cassazione, 1975
  - Chaconne, 1976
  - Psyché, 1981
  - Mozart new-look oder ‚Don Giovanni meets Carmen‘, 1981
  - Ode à la Liberté, 1985
  - Pavane pour un génie, 1987
  - 85 Mesures et un Da Capo, 1991

- Instrumentalkonzerte
  - Concertino, 1932 (Klavier)
  - Quadruple concerto, 1935
  - Concerto, 1936 (Klavier)
  - Concerto, 1959 (Cembalo)
  - Concerto, 1965 (2 Klaviere)
  - Concerto, 1966 (Flöte)
  - Concerto, 1967 (Klarinette)
  - Violinkonzert Nr. 1, 1968
  - Concerto pour contrebasse et orchestre, 1974
  - Concerto grosso, 1976
  - Concerto, 1978 (Harfe)
  - Concerto, 1979 (Fagott)
  - Violinkonzert Nr. 2, 1979
  - Concerto, 1982 (Gitarre)
  - Concerto, 1983 (Posaune)
  - Concerto pour quinze solistes, 1988
  - Concerto pour accordéon, 1993

- Opern
  - Le diable boiteux, 1937
  - L’Apostrophe, 1940
  - La Main de gloire, 1945
  - Paris à nous deux, 1954
  - La Princesse de Clèves, 1961

- Ballette
  - Scuola di Ballo, 1933
  - Beach, 1933
  - Les Malheurs de Sophie, 1935
  - Le Roi nu, 1935
  - La Lutherie enchantée, 1936
  - Le Jeu sentimental, 1936
  - Le Jugement d’un fou, 1938
  - Verreries de Venise, 1938
  - Les Demoiselles de la nuit, Katzen-Ballett nach einer Idee von Jean Anouilh, 1948
  - Die Kamelien, 1950
  - A la Françaix, 1951
  - Le Roi Midas, 1952
  - La Dame dans la lune, 1957
  - Adages et Variations, 1965
  - Le Croupier amoureux, 1967
  - Pierrot ou les secrets de la nuit, 1980

- Suiten
  - Suite, 1934
  - Scuola di ballo, 1950
  - Si Versailles m’était conté, 1953
  - Napoléon, 1954
  - Si Versailles m’était conté, 1954
  - Suite carmelite, 1960
  - Suite pour flûte, 1962
  - Suite pour harpe, 1978
  - Suite profane, 1984
  - Suite extraite de l’Apocalypse selon Saint-Jean, 1994

- Divertimenti
  - Divertissement, 1935
  - Divertissement für Fagott und Streichquintett, William Waterhouse gewidmet, 1942
  - Divertissement, 1947
  - Divertimento pour flûte et piano, 1953
  - Divertimento pour cor et orchestre, 1959
  - Divertimento pour flûte et orchestre, 1974

- Variationen
  - Variations de concert, 1950
  - Thème et variations, 1971
  - Tema con variazioni, 1974
  - Variations sur un thème plaisant, 1976
  - Thème varié, 1976
  - Tema con variazioni, 1978
  - Tema con 8 variazioni, 1980
  - Huit variations sur le nom de Johannes Gutenberg, 1982

- Kammermusik
  - Streichtrio, 1933
  - Quartett für Flöte, Oboe, Klarinette und Fagott, 1933
  - Quintett für Flöte, Violine, Viola, Violoncello und Klavier, 1934
  - Sonatine pour violon et piano, 1934
  - Quartett für 4 Saxophone, 1935
  - Streichquartett, 1938
  - Mouvement perpétuel, Duo 1944
  - L’heure du berger 1947
  - Bläser-Quintett Nr. 1, 1948
  - Berceuse, Duo 1953
  - Rondino-staccato, Duo 1953
  - Scuola di celli, 1960
  - Scuola di Ballo, Duo 1966
  - Quartett für Englischhorn und Streichtrio, 1970
  - Trio pour flûte, harpe et violoncelle, 1971
  - Oktett, 1972
  - 9 Pièces caractéristiques (Bläser) 1973
  - Le gay Paris 1974
  - Aubade 1974
  - Prélude, Sarabande et Gigue, 1975
  - Cinque piccoli duetti, 1975
  - Klarinettenquintett 1977
  - Quasi improvisando, 1978
  - Quintett für 5 Violinen, 1979
  - Duo baroque, 1980
  - Sonate pour flûte à bec et guitare, 1984
  - Musique pour faire plaisir, 1984
  - Klaviertrio, 1986
  - Notturno für 4 Hörner, 1987
  - Bläser-Quintett Nr. 2, 1987
  - Noël nouvelet, 1987
  - Deux improvisations pour 12 violoncelles, 1987
  - Dixtuor, Dezett 1987
  - Quintett für Flöte, 2 Violinen, Violoncello und Cembalo, 1988
  - Le Colloque des deux perruches, Duo, 1989
  - Trio pour clarinette, alto et piano, 1990
  - Quartett für 2 Klarinetten, Bassetthorn und B-Klarinette, 1992
  - Pour remercier l’Auditoire, 1994
  - Trio pour hautbois, basson et piano, 1994 (für William Waterhouse)
  - Quartett für Klarinette, Bassetthorn, Bassklarinette und Klavier, 1994
  - Trio pour flûte, clarinette et piano, 1995
  - Trio pour flûte, violoncelle et piano, 1995
  - Célestes Schubertiades, 1996
  - Trois Duos: Les oiseaux, Prière de Sulpicia, Les Grenouilles
  - Menuet pour un Ami, 1987

- Klavierwerke
  - Cinq portraits de jeunes filles, 1936
  - Éloge de la danse, 1947
  - Danse des trois harlequins, 1958
  - Klaviersonate, 1960
  - Cinq „Bis“, 1965
  - 15 Portraits d’enfants, 1971
  - Dix pièces pour enfants, 1975
  - La Promenade d’un Musicologue éclectique, 1987
  - Menuet pour un Ami  (Peter Kehm), 1987

- Werke für Orgel
  - Suite Carmélite, 1960
  - Marche solennelle, (Marche du sacre) 1956
  - Suite profane, 1960
  - Messe de Mariage, 1986

- Werke für Cembalo
  - L’Insectarium 1953
  - Deux pièces 1977

- Werke für Fagott
  - Fantaisie, 1935

- Werke für Gitarre
  - Serenata, 1978
  - Passacaille

- Instrumentationen
  - Emmanuel Chabrier: Souvenir de Munich, 1960
  - Francis Poulenc: L’Histoire de Babar, 1962
  - Carl Maria von Weber: Preludio et momento capriccioso, 1964
  - Frédéric Chopin: 24 Préludes (op. 28), 1967
  - Franz Schubert: Six impromptus et moments musicaux, 1973
  - Domenico Scarlatti: Cinq sonates, 1975
  - Emmanuel Chabrier: Huit pièces pittoresques, 1984
  - Emanuel Chabrier: Habañera, 1985
  - Franz Schubert: Trois Marches Militaires, 1987
  - Emmanuel Chabrier: Cortège burlesque 	1989
  - Frédéric Chopin: Trois Écossaises et Variations, 1989
  - Frédéric Chopin: Nocturne et Polonaise, 1995

- Chorwerke
  - Cinq chansons pour les enfants, 1932
  - Trois Poèmes de Paul Valéry: Aurore, Cantique des colonnes, Le sylphe, 1982

- Lieder
  - Trois épigrammes: À une demoiselle malade, 1938
  - Trois épigrammes: Levez ces couvre-chefs, 1938
  - Trois épigrammes: Belaud, mon petit chat gris, 1938
  - L’Adolescence clémentine, 1941
  - Cinq poèmes de Charles d’Orléans, 1946
  - Invocation à la volupté, 1946
  - Prière du soir – Chanson, 1947
  - Juvenalia, 1947
  - Huit anecdotes de Chamfort, 1949
  - La Cantate de Méphisto, 1952
  - Déploration de tonton, 1956
  - La Chatte blanche, 1957
  - La Grenouille qui veut se faire aussi grosse que le boeuf, 1963
  - Le Coq et le renard, 1963
  - La Promenade à Versailles, 1976
  - La Cantate des Vieillards, 1978
  - Triades de toujours, 1991

- Weitere Werke
  - Scherzo, 1932
  - Sérénade, 1934
  - Scherzo impromptu, 1938
  - L’Apocalypse selon St. Jean, Oratorium 1939
  - Rhapsodie, 1946
  - Nocturne, 1951
  - Sérénade B E A, 1955
  - Huit danses exotiques, 1957, rev. 1981
  - Six grandes marches, 1957
  - Cinq danses exotiques, 1961
  - Sei preludi, 1963
  - Sept Danses, 1971
  - Sept impromptus [Sieben Impromptus], 1977
  - Petite valse européenne, 1979
  - Impromptu, 1983
  - Hommage à l’ami Papageno (für Bläserensemble und Klavier), 1984
  - Elegie (Commémoration de la mort de Wolfgang Amadeus Mozart) 	1990
  - Les vacances
  - Nocturne, 1994[1]

## Filmografie
- 1937: Die Perlen der Krone (Les perles de la couronne)
- 1942: Le lit à colonnes
- 1950: Les fêtes galantes (Watteau)
- 1953: Versailles – Könige und Frauen (Si Versailles m’était conté)
- 1955: Napoleon (Napoléon)
- 1956: Si Paris nous était conté
- 1957: Mörder und Diebe (Assassins et voleurs)
- 1958: Musée Grévin
- 1959: Die erste Nacht (La prima notte)
- 1960: Opfergang einer Nonne (Le dialogue des Carmélites)
- 1962: La croix et la bannière
- 1965: Lady L (Lady L)